# Корягин, Сергей Сергеевич
Сергей Сергеевич Корягин (род. 1 августа 1966, Гжатск) — российский кинорежиссёр

 и актёр.

## Биография
Родился 1 августа 1966 года в городе Гагарин Смоленской области. Окончил Московский институт электронной техники (физико-технический факультет) в Зеленограде и Мастерскую индивидуальной режиссуры Бориса Юхананова. Снял короткометражные фильмы: «Дачники» (1991, в соавторстве с Александром Дулерайном и Яном Раухом, первый приз Международного фестиваля короткометражных фильмов, Гамбург, 1995) и «Желание посмотреть фильм Райнера Вернера Фассбиндера» (1993, в соавторстве с Александром Дулерайном, специальный приз Нью-йоркской киноакадемии, 1995). Фильм «Иван-дурак» 2002 года — дебют Сергея Корягина в большом кино. Позже работал над телесериалами «Бункер, или Учёные под землёй» и «Деффчонки».

## Личная жизнь
У Сергея и актрисы Галины Боб есть два сына: Лев (род. 20 марта 2015) и Андрей (род. 25 апреля 2017) и дочь Маргарита (род. 15 апреля 2021). Так же у Сергея есть сын Илья (род. 15 сентября 1987) и сын Роберт (род. 29 апреля 2001), который в 2018 году окончил школу.

## Фильмография

### Актёр
| Год  |     | Название                      | Роль             |
| ---- | --- | ----------------------------- | ---------------- |
| 1995 | кор | 4 предмета                    | в эпизоде        |
| 2002 | ф   | Иван-дурак                    | Иван             |
| 2006 | с   | Бункер, или Учёные под землёй | капитан спецназа |
| 2012 | ф   | Москва 2017                   | следователь      |

### Режиссёр
| Год  |     | Название                                             | Роль                     |
| ---- | --- | ---------------------------------------------------- | ------------------------ |
| 1991 | кор | Дачники                                              | Имя персонажа не указано |
| 1993 | кор | Желание посмотреть фильм Райнера Вернера Фассбиндера | Имя персонажа не указано |
| 2002 | ф   | Иван-дурак                                           | Имя персонажа не указано |
| 2006 | с   | Бункер, или Учёные под землёй                        | Имя персонажа не указано |
| 2012 | с   | Деффчонки                                            | режиссёр                 |

### Сценарист
- 2006 — Бункер, или Учёные под землёй
- 2002 — Иван-дурак
- 2012 — ДеФФчонки ситком

### Продюсер
- 2002 — Иван-дурак
- 2012 — ДеФФчонки
- 2021 - Инсомния